# Francesc Martí Grajales
Francesc Martí Grajales (València, 18 de novembre de 1862 - València, 12 d'agost de 1920), fou un periodista, assagista i erudit valencià. Va destacar pels seus treballs d'investigació sobre literatura valenciana.
Format a l'Institut General Tècnic de València, va començar els estudis de Dret a la Universitat de València, però no els va acabar, tot dedicant els seus primers esforços creatius al periodisme. De jove va treballar en diversos diaris liberals i de vocació republicana en molts casos, como ara El Progreso i El Universo. També van destacar els seus treballs per a Las Provincias.
D'inicial ideologia liberal, de vegades radical, va anar evolucionant a posicions més conservadores, marcades pel seu abandó de la vida periodística i la seua incorporació a tasques menys actives i més relacionades amb la investigació, aconsellades pel seu feble estat de salut. D'aquesta manera va treballar els fons arxivístics de la ciutat de València, que va recórrer amb detall, i en totes les seues biblioteques. Va rebre la influència de Vicent Boix i Ricarte, Josep Martínez Aloy, Josep Maria Ruiz de Lihory i Roc Chabàs, entre d'altres, el que determinaria la seua trajectòria intel·lectual. Va estar vinculat a Lo Rat Penat.

## Obres destacades
- Estudio histórico-crítico de los poetas valencianos de los siglos XVI, XVII y XVII, impresa l'any 1883, escrita en companyia de Puig Torralva.
- Ensayo d'un diccionario biográfico y bibliográfico de los poetas que florecieron en el Reino de Valencia hasta el año 1700, impresa a Madrid l'any 1915.
- Ensayo d'una bibliografía valenciana del siglo XVIII: descripción de las obras impresas con un apéndice de documentos inéditos referentes a autores y tipógrafos (1917).